# 55 v. Chr.
Portal Geschichte | Portal Biografien | Aktuelle Ereignisse | Jahreskalender | Tagesartikel

◄ |
2. Jahrhundert v. Chr. |
1. Jahrhundert v. Chr. |
1. Jahrhundert |
►

◄ | 70er v. Chr. | 60er v. Chr. | 50er v. Chr. | 40er v. Chr. |
30er v. Chr. |
►

◄◄ | ◄ | 58 v. Chr. | 57 v. Chr. | 56 v. Chr. | 55 v. Chr. |
54 v. Chr. |
53 v. Chr. |
52 v. Chr. |
► |
►►
Staatsoberhäupter

## Ereignisse

### Politik und Weltgeschehen

#### Römisches Reich
- Mit der Lex Licinia Pompeia der Konsuln Marcus Licinius Crassus und Gnaeus Pompeius Magnus wird die Statthalterschaft Gaius Iulius Caesars in Gallien um fünf Jahre verlängert.
- Caesar sichert Galliens Nordosten für das Römische Reich.
- Caesar lässt im Krieg gegen die Germanen zur Überquerung des Rheins zwischen Koblenz und Andernach in nur 10 Tagen eine erste Holzbrücke errichten.
- Caesars erster Feldzug nach Britannien

#### Ägypten
- Ptolemaios XII. besteigt zum zweiten Mal den Thron von Ägypten und lässt seine Tochter Berenike IV. und ihre Anhänger sofort hinrichten, Rom stationiert zu seiner Unterstützung Truppen.

### Kultur

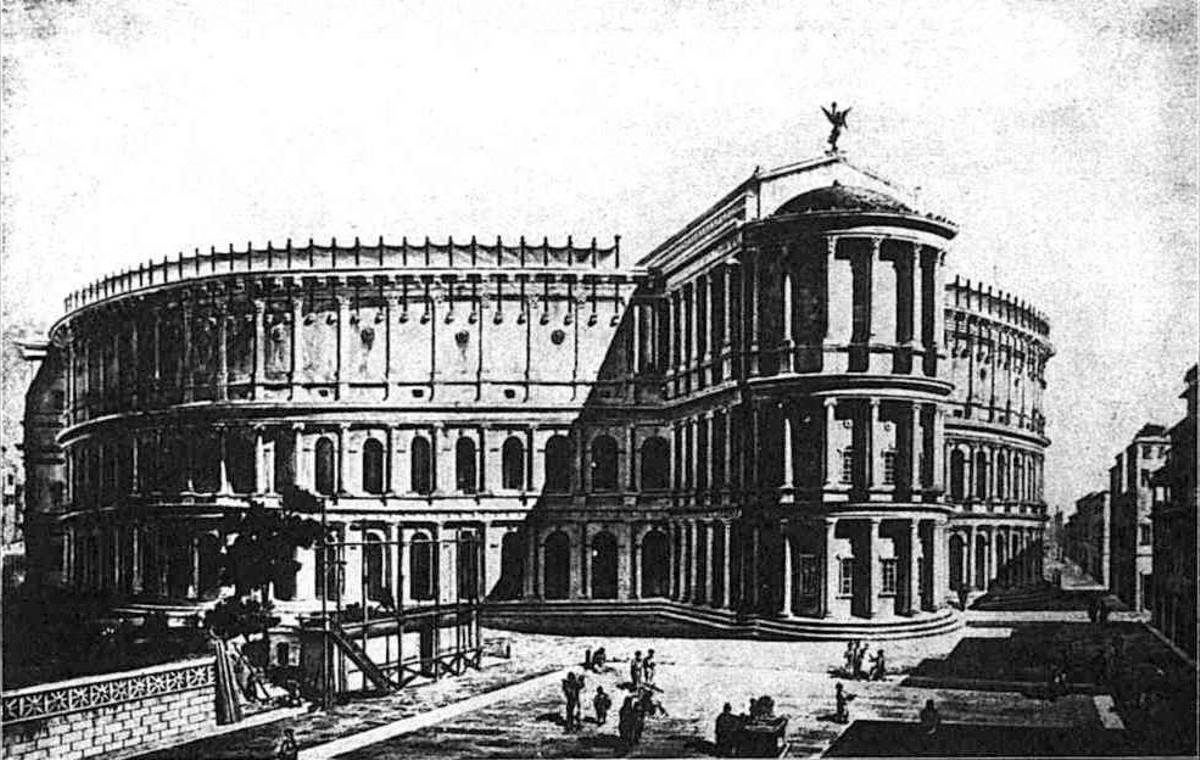
Rekonstruktion des Theaters

- Das Theater des Pompeius wird nach rund sechsjähriger Bauzeit von Gnaeus Pompeius Magnus mit prächtigen Spielen eingeweiht.

## Geboren
- um 55 v. Chr.: Tibull, römischer Dichter († 19/18 v. Chr.)

## Gestorben
- Archelaos, ägyptischer Politiker
- Berenike IV., ägyptische Königin (* um 77 v. Chr.)
- Quintus Caecilius Metellus Nepos, römischer Politiker (* um 135 v. Chr.)

- um 55 v. Chr.: Lukrez, römischer Dichter und Philosoph (* um 97 v. Chr.)
- um 55 v. Chr.: Gnaeus Cornelius Lentulus Marcellinus, römischer Politiker
- um 55 v. Chr.: Tigranes II., armenischer König